# Колокола Святого Иоанна
«Колокола Святого Иоанна» — шестая серия седьмого сезона сериала «Доктор Кто», первая серия второй половины сезона. Премьера состоялась 30 марта 2013 года на канале BBC One. Сценарий написал Стивен Моффат, режиссёром был назначен Колм МакКарти.
Инопланетный путешественник в пространстве и времени по имени Доктор (Мэтт Смит) прибывает в Лондон XXI века, чтобы найти Клару Освальд, с которой он случайно сталкивался в предыдущих своих путешествиях, и в обоих случаях она умирала. Ему это удаётся, и он помогает девушке справиться с мисс Кизлет, которая работает на Великий Разум и загружает людей в облако данных при помощи Wi-Fi.
Жанр эпизода, по задумке создателей, должен был определяться как «городской триллер», основной идеей которого было «взять что-то вездесущее и превратить его в нечто пугающее». «Колокола Святого Иоанна» посмотрело 8,44 миллионов британцев, этот эпизод получил преимущественно положительные отзывы от критиков. Некоторые рецензенты отметили пробелы в сюжете и недостаточность угрозы, исходящей от ситуации.

## Сюжет

### Приквел
Приквел, сценарий для которого написал Стивен Моффат, увидел свет 23 марта 2013 года, ровно за неделю до премьеры основного эпизода. По сюжету Доктор прибывает на Землю в унынии из-за того, что не может найти Клару. Он приходит на детскую площадку и качается на качелях, когда к нему подходит маленькая девочка. Она помогает Доктору найти решение в поисках своего друга: Клары Освин Освальд. Доктор не понимает, что на самом деле девочка перед ним и есть Клара. Появляется мама Клары и говорит ей, что нехорошо говорить с незнакомцами.

### Основной сюжет серии
Неизвестный мужчина сообщил, что большое число душ людей, как и его, поглотил передатчик Wi-Fi. Это происходило с ними в течение суток после включения канала со странным названием.
Доктор находится в Камбрии в 1207 году в монастыре, и ему поступает звонок от Клары Освальд, живущей в настоящем времени. Доктор удивлён, что кто-то может позвонить в его ТАРДИС. Клара звонит в техподдержку по поводу того, что не может подключиться к сети Wi-Fi. С помощью Доктора она заходит в интернет, но видит канал со странным названием и заходит на него. Через минуту она спускается вниз, она видит, что сверху спускается маленькая девочка (самоходная базовая станция в виде девочки с обложки книги Амелии Уильямс) которая поглощает её душу. Доктор прилетает к ней в её время и спасает её от «самоходной базовой станции», собирающей души людей. Клара говорит, что она ничего не помнит. Доктор говорит, что «в Wi-Fi что-то есть», что-то, что похитило её и благодаря чему она теперь знает всё о компьютерах. На них нападают люди, контролируемые Wi-Fi. Доктор и Клара спасаются в ТАРДИС. Они приземляются на падающий самолёт, контролируемый Wi-Fi, и спасают его от аварии. Через ноутбук Клара вычисляет компанию, занимающуюся похищением душ людей. Клару похищают, а Доктор проникает в здание корпорации и требует, чтобы работники освободили Клару. Директор отказывается, и Доктор говорит, что на самом деле он сидит в кафе и прислал к ней «самоходную станцию» — теперь в его обличье и подчиняющуюся ему. Станция «загружает» директора, и по её приказу работники «выгружают» её, как и всех людей, которые были загружены в «облако» (в том числе и Клара Освальд). Великий Разум, который являлся заказчиком, покидает их компанию. К ним вторгаются солдаты из UNIT и арестовывают их.
Клара Освальд говорит, чтобы Доктор прилетел завтра и забрал её с собой путешествовать, он соглашается, но перед тем, как Клара выходит из ТАРДИС, он говорит, что читал её книгу «Сто одно место, которое стоит увидеть» и спрашивает, что означал листок, который лежал в начале книги. Клара говорит, что это не листок, а первая страница. Она выходит, а Доктор запускает ТАРДИС.

### Связь с другими сериями
- Автором книги, которую Клара дала Арти, Summer Falls, является Амелия Уильямс — это имя взяла себе Эми Понд после того, как она и её муж, Рори Уильямс, переместились в 1930-е[3][4]; в XXI веке она была журналистом, пишущим статьи для путешественников[№ 1], в 1930-х — писала детективы, рассказывающие о приключениях её дочери[№ 2].
- Эпизод стал дебютом для появления Дженны-Луизы Коулман в роли Клары Освальд. До этого актриса снялась в премьере седьмого сезона (в роли Освин Освальд) и рождественском спецвыпуске 2012 года (в роли Клары Освин Освальд)[5].
- Во второй серии подряд появляется Великий Разум — первой были «Снеговики»[3]. Тем не менее для самого злодея прошло более века с момента последней встречи[№ 3] и, согласно хронологии сериала, за это время он встретился с Доктором дважды — в Гималаях в 1930-х[6] и в Лондонском метрополитене в 1970-х[7].
- Женщина из магазина, которая дала Кларе номер телефона Доктора (якобы являющийся телефоном технической службы), вновь появится в эпизоде «Глубокий вдох». Тогда Двенадцатый Доктор отметил, что кто-то нарочно пытается свести Доктора и Клару. В эпизоде «Смерть в небесах» раскрывается, что она является женской реинкарнацией Мастера.

## Трансляция и рейтинги
Серия «Колокола Святого Иоанна» впервые вышла в эфир в Великобритании на BBC One 30 марта 2013 года и в тот же день в США на BBC America и в Канаде. На день позже, 31 марта в Австралии АВС1 и в Южной Африке на BBC Entertainment, и 11 апреля 2013 года состоялась премьера в Новой Зеландии.
Эпизод получил ночной рейтинг 6,18 млн зрителей в Великобритании, достигнув 6,68 млн, 29,8 % доли аудитории. Он был на третьем месте в течение ночи. Чуть позже, после того, как были учтены остальные зрители, цифра выросла до 8,44 млн, заняв второе место в течение недели на BBC One. Эпизод получил индекс 87.

### Критика и отзывы
«Колокола Святого Иоанна» получил в целом положительные отзывы. Ник Сетчфилд из SFX дал эпизоду четыре с половиной звезды из пяти. Он положительно отнёсся к визуальному стилю и сюжету, а также выступлению Смита, Коулман, и Имри. Обозреватель «Radio Times» Патрик Мелкерн был рад тому, что Коулман сделала Клару прямолинейной спутницей, и подчеркнул её «химию» со Смитом. Он описал его как «чрезвычайно приятный эпизод, который упивается своей современной обстановкой Лондона», хваля то, каким образом его идеи были реализованы визуально. Хилари Уордл из MSN дал «Колоколам Святого Иоанна» четыре из пяти звезд, отметив, что сюжет был похож на «Фонарь идиота» (2006), но «это очень хорошо сделано». Она особо остановилась на заслугах «химии» между Смитом и Коулман.
Бен Лоуренс из The Daily Telegraph дал эпизоду четыре из пяти звёзд. Иэн Фергюсон написал, что эпизод был «великолепным», с хорошим злодеем, хотя он чувствовал, что сюжет был «безумно сложный» и трудный для понимания. Морган Джеффри из Digital Spy также оценил «Колокола Святого Иоанна» четырьмя звёздами. Рецензент из IGN Марк Сноу оценил эпизод 8,2 из 10. Он высоко оценил концепцию Wi-Fi.
Дэн Мартин из The Guardian был разочарован, писал, что «после таких сильных „Снеговиков“» он чувствует себя так, «как будто этот красивый эпизод постоянно просто промахивается». Он нашёл монстров и сюжет знакомым по прошлым эпизодам, но отметил, что эпизод успешно ввёл нового спутника. Нила Дебнет так же заметила, что сюжет эпизода не слишком оригинален. Джон Купер из Daily Mirror пишет, что в «Колоколах Святого Иоанна» «были свои моменты», но «в целом ему не достичь высот предыдущих эпизодов». Также он выразил обеспокоенность тем, что Клара, несмотря на успех Коулман, была слишком похожа на предыдущего компаньона — Эми Понд (Карен Гиллан).

### Комментарии
1. ↑  Согласно эпизоду «Сила трёх»
2. ↑  Согласно эпизоду «Ангелы захватывают Манхэттен»
3. ↑  События «Снеговиов» происходят в викторианском Лондоне (XIX век), а эпизода «Колокола Святого Иоанна» — в начале XXI века